# Freemium
Freemium ist ein Geschäftsmodell, bei dem das Basisprodukt gratis angeboten wird, während das Vollprodukt und Erweiterungen kostenpflichtig sind. Im Fall von Computerspielen ist es als „Free-to-play“ bekannter.

## Ursprung
Freemium ist ein Kofferwort, bestehend aus free (gratis) und premium. Viele Internetfirmen benutzen Freemium als Geschäftsmodell, so z. B. Spotify, Skype, Flickr, Xing, Zynga und Pandora.
Das Freemium-Geschäftsmodell ist seit der Kommerzialisierung des Internets Mitte der 1990er Jahre ein übliches Vorgehen, um Gewinne aus grundsätzlich frei verfügbaren Diensten zu erzielen (frühes internationales Beispiel: Netscape Communications, Deutschland: Web.de). Bei Software-Produkten ist ein analoges Modell noch älter und findet sich heute sehr prominent beispielsweise bei Adobe Inc. mit dem kostenlosen Acrobat Reader. Zur bequemen Erstellung von PDF-Dateien aus vielen Windows-Anwendungsprogrammen gab es lange Zeit nur den kostenpflichtigen Adobe Acrobat.
Der Risikokapitalgeber Fred Wilson beschrieb das Freemium-Modell am 23. März 2006 wie folgt: „Biete deinen Dienst gratis an, möglicherweise mit Werbeeinblendungen oder vielleicht auch nicht, gewinne viele Kunden auf effiziente Weise durch Mundpropaganda, Werbepartner, Platzierung in Suchmaschinen und so weiter, und biete dann deinem Kundenstamm zu einem Aufpreis Zusatzleistungen oder eine erweiterte Version deines Dienstes an.“
Nachdem Wilson das Geschäftsmodell beschrieben hatte, fragte er nach Vorschlägen für einen Namen. Innerhalb weniger Stunden wurden mehr als 30 Namen von seinen Blog-Lesern vorgeschlagen. Der Vorschlag Freemium wurde schließlich angenommen.
Seitdem erschien dieser Begriff im Wired-Magazin und im Business 2.0 Magazine und wurde von Bloggern wie Chris Anderson (Chefredakteur von Wired) und Tom Evslin verwendet. 2009 veröffentlichte Anderson das Buch Free, das die steigende Popularität dieses Geschäftsmodells beschreibt.

## Varianten
Prinzipiell muss gerade bei Software-Produkten zwischen freier und vollständig funktionierender Software auf der einen Seite und kostenloser, aber nur beschränkt nutzbarer Software auf der anderen unterschieden werden. Während Nutzer bei freier Software das vollständige Produkt inkl. der Rechte zur Sichtung und Veränderung des Quellcodes erhalten, bekommen sie bei Software und Diensten nach dem Freemium-Modell nur einen Ausschnitt aus dem Leistungsspektrum des Produktes und niemals umfassende Rechte, z. B. den Quellcode zu verändern oder auch nur sehen zu dürfen.
Die Unterschiede zwischen kostenloser Basisversion und kostenpflichtiger Premiumversion variieren je nach Produkt.

### Computerspiele
Computerspiele (insbesondere Browser- und Mobiltelefonspiele) werden zunehmend als Freemium-Produkte vermarktet. Man spricht hier allerdings dann von „Free To Play“. Erlöse werden dabei erwirtschaftet über im Spiel platzierte Werbung und dem Erwerb virtueller Gegenstände bzw. Vorteilen gegenüber anderen Spielern gegen echtes Geld. Letzteres wird oftmals mit der Phrase „pay to win“ (englisch „bezahlen um zu gewinnen“) kritisiert, was bedeuten soll, dass Kunden, die für Inhalte eines Spiels bezahlen, verbesserte oder beschleunigte Erfolgschancen im Spiel haben.

### Anwendungssoftware
Funktionsumfang
Basis- und Premiumversion unterscheiden sich im Funktionsumfang.
Kapazität
Der volle Funktionsumfang ist zunächst auch in der Basisversion nutzbar. Während der Nutzung wird der Gebrauch (z. B. Dauer, Bandbreite, Dateigröße) gemessen. Nach Erreichen der Volumengrenze ist das Produkt nur noch eingeschränkt nutzbar. Ein Beispiel dafür ist der SQL Server Express. In der Freemium-Version ist die Größe von Datenbanken auf 10 GB beschränkt.
Kundengruppe
Bestimmten Kundengruppen wird das Vollprodukt gratis angeboten. Ein Beispiel hierfür ist das Dreamspark-Modell von Microsoft. Hier wird ausgewählte Software Studenten gratis angeboten.

### Hardware
Auch Hardware wird mit dem Freemium-Geschäftsmodell vermarktet. Der Anbieter veröffentlicht Pläne, Bauteillisten und Anleitungen kostenlos, oft als Freie Hardware, mit dem Ziel, eine Online-Community zu schaffen, die ihrerseits Beiträge leistet, um das Produkt zu verbessern (Crowdsourcing). Sind die nötige Aufmerksamkeit und ein Bedarf geschaffen, bietet der Anbieter darauf basierende Bausätze oder fertige Produkte an. Zielgruppe sind Kunden, die nicht die nötige Zeit oder Fertigkeit besitzen, das Produkt selbst zusammenzubauen, es aber besitzen wollen und bereit sind, dafür zu bezahlen. Dieses Geschäftsmodell verfolgt Chris Anderson mit seiner Firma DIY Drones und beschreibt es in seinem Buch Free.

### Bücher
Bücher werden ebenfalls als Freemium-Produkte angeboten. Als Basisprodukt dient die elektronische Version (Hörbuch, E-Book, Webseite); das gebundene Buch stellt das Premiumprodukt dar. Das bereits erwähnte Buch Free von Chris Anderson wurde so vermarktet.
Daniel Shiffman veröffentlichte 2012 The Nature of Code als gebundenes Buch. Das E-Book kann zu einem frei wählbaren Preis zwischen 0 und 50 $ heruntergeladen werden (Pay-What-You-Want). Die elektronische Version in HTML inkl. aller Beispielprogramme sind kostenlos online verfügbar. Shiffman finanzierte die Erstauflage 2011 über die Crowdfunding-Plattform Kickstarter.

### Zeitungen
Im Dezember 2013 gab der Bundesverband Deutscher Zeitungsverleger (BDZV) bekannt, dass mittlerweile 70 Zeitungstitel in Deutschland Paid-Content-Modelle auf ihren Websites eingerichtet hätten. 71 Prozent der Zeitungen setzen dabei auf die Freemium-Variante. Hierbei entscheidet die Redaktion, welche Inhalte frei und welche kostenpflichtig zugänglich gemacht werden. Alternative Bezahlmodelle sind das Metered Model, bei dem eine gewisse Anzahl an Beiträgen pro Monat kostenlos gelesen werden kann. Alle darüber hinausgehenden Abrufe von Beiträge sind kostenpflichtig. Im Gegensatz dazu sind bei einer „harten Bezahlschranke“ sämtliche Artikel kostenpflichtig.

### Fernsehen
In Deutschland und Österreich sind viele private Fernsehsender nur in SD-Auflösung kostenlos empfangbar (Free-TV), während für den HD-Empfang Geld verlangt wird (vgl. HD+/HD Austria).

## Bedeutung
Im Bereich Anwendungssoftware, Computerspiele und Smartphone-Apps spielt Freemium als Geschäftsmodell eine wachsende Rolle:
Im Juni 2011 berichtete die PC World, dass kostenpflichtige Antivirenprogramme zugunsten von Freemium-Produkten oder gänzlich kostenlosen Virenscannern an Marktanteilen verlieren. Das habe dazu geführt, dass heute die meisten Anbieter eine Freemiumversion anbieten.
Auch auf dem Smartphone ist dieses Geschäftsmodell etabliert. Im Juli 2013 betrug der Marktanteil von Freemium-Apps in Apples App Store 71 %.

## Kritik
Die teilweise schmerzhaften Einschränkungen der kostenlosen, aber nicht freien Software hat zu Begriffen wie Krüppelware, Nag- oder Quengelware oder auch Expireware geführt.
Im Gegensatz zu Software-Produkten, wo dieses Modell aufgrund der oftmals nicht sinnvoll nutzbaren Software negativ konnotiert ist, sind Internet-Dienste auf dem Freemium-Modell gerade im SOHO-Umfeld nützlich einsetzbar.

## Rezeptionen in Film & Fernsehen
- In der South-Park-Folge „Freemium gibt's nicht umsonst“ wird „Freemium“ übersetzt mit „Free“ (englisch „frei“) und dem angeblichen lateinischen Wort „mium“, welches „not really“ („nicht wirklich“) bedeuten soll. In der Folge steht zudem die Suchtproblematik derartiger Computerspiele im Mittelpunkt, welche ganz gezielt gestaltet werden, um anfällige Personen anzusprechen, und zur Zahlung großer Summen über das sogenannte „Micropayment“ verleiten sollen.